# Jewel in the Crown
Albums de Fairport Convention
The Five Seasons
(1990) Old New Borrowed Blue
(1996)
Jewel in the Crown est le dix-neuvième album studio du groupe de folk rock britannique Fairport Convention. Il est sorti en 1995 sur le label Woodworm Records (en).

## Fiche technique

### Chansons
| No  | Titre                                 | Auteur                                              | Durée |
| --- | ------------------------------------- | --------------------------------------------------- | ----- |
| 1.  | Jewel in the Crown                    | Julie Matthews (en)                                 | 3:32  |
| 2.  | Slip Jigs and Reels                   | Steve Tilston (en)                                  | 4:52  |
| 3.  | A Surfeit of Lampreys                 | Maartin Allcock                                     | 3:19  |
| 4.  | Kind Fortune                          | traditionnel arrangé par Fairport Convention        | 2:37  |
| 5.  | Diamonds and Gold                     | Ben Bennion, Maartin Allcock                        | 4:14  |
| 6.  | The Naked Highwayman                  | Steve Tilston                                       | 4:32  |
| 7.  | The Islands                           | Ralph McTell, Maartin Allcock                       | 4:33  |
| 8.  | The Youngest Daughter                 | traditionnel arrangé par Maartin Allcock            | 2:06  |
| 9.  | London Danny                          | Jez Lowe (en)                                       | 3:50  |
| 10. | Summer in December                    | Ric Sanders (en)                                    | 4:57  |
| 11. | Travelling by Steam / Travel by Steam | Huw Williams / traditionnel arrangé par Ric Sanders | 3:47  |
| 12. | She's Like the Swallow                | traditionnel arrangé par Maartin Allcock            | 3:14  |
| 13. | Red Tide                              | Rob Beattie                                         | 4:36  |
| 14. | Home Is Where the Heart Is            | Clive Gregson (en)                                  | 4:41  |
| 15. | Closing Time                          | Leonard Cohen                                       | 5:40  |

### Musiciens
- Maartin Allcock : chant, guitare acoustique, guitare à douze cordes, guitare électrique, lap steel guitar, mandoline, mandole, basse fretless, piano, piano électrique, accordéon, tambourin, bodhrán, tama, triangle, chœurs
- Dave Mattacks : batterie, percussions, orgue, glockenspiel, piano électrique
- Simon Nicol (en) : chant, guitare acoustique, guitares à 12 cordes
- Dave Pegg : chant, basse, basse fretless, mandoline, guitare électrique, chœurs
- Ric Sanders (en) : violon, violon électrique

### Équipe de production
- Fairport Convention : production
- Mark Tucker, Tim Matyear : ingénieurs du son
- Mark Tucker, Gus Dudgeon : mixage
- Mick Toole : pochette
- John Woodward : photographie

### Classements et certifications
| Pays (classement)             | Meilleure position |
| ----------------------------- | ------------------ |
| Royaume-Uni (UK Albums Chart) | 86                 |